# Кэри, Филип
Филип Кэри (англ. Philip Carey), имя при рождении Юджин Джозеф Кэри (англ.  Eugene Joseph Carey; 15 июля 1925 года — 6 февраля 2009 года) — американский актёр кино и телевидения 1950—1990-х годов.
За время своей карьеры Кэри сыграл в таких фильмах, как «Операция „Пасифик“» (1951), «За стенами тюрьмы Фолсом» (1951), «Стрелок из Спрингфилда» (1952), «Джейн-катастрофа» (1953), «Лёгкая добыча» (1954), «Мистер Робертс» (1955), «Длинная серая линия» (1955), «Они приходят злыми» (1956) и «Двойник» (1964).
Кэри также играл главные роли в телесериалах «Рассказы о бенгальских уланах» (1956—1957), «Филип Марлоу» (1959—1960), «Ларедо» (1966—1968) и «Одна жизнь, чтобы жить» (1980—2008).

## Ранние годы жизни
Филип Кэри, имя при рождении Юджин Джозеф Кэри, родился 15 июля 1925 года в Хакенсаке, Нью-Джерси и вырос в Роздейле, Квинс, и Малверне на Лонг-Айленде, всю жизнь мечтая стать актёром.
Он изучал драматическое искусство в Университете Майами, но именно на Лонг-Айленде добился своего прорыва. Во время Второй мировой и Корейской войн он служил в морской пехоте.

## Карьера в кинематографе
Кэри обратил на себя внимание скаута по поиску талантов, когда играл в летнем театре в Новой Англии, и вскоре он подписал контракт со студией Warner Bros. 

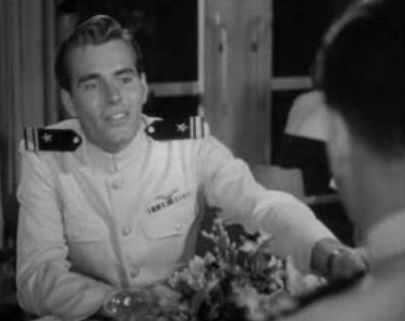
Филип Кэри в фильме «Операция «Пасифик»» (1951)

Взяв себе имя Филип Кэри, он дебютировал в роли лейтенанта в военной драме «Операция «Пасифик»» (1951) с Джоном Уэйном в главной роли.
В том же году Кэри сыграл агента ФБР в маккартистском нуаре «Я был коммунистом для ФБР» (1951) с Фрэнком Лавджоем в роли агента ФБР, внедрённого в компартию США с целью предотвращения её террористической деятельности. В тюремной драме «За стенами тюрьмы Фолсом» (1951) со Стивом Кокраном в главной роли Кэри был исправившемся заключённым, которого убивают по приказу другого заключённого, о готовящемся побеге которого герой Кэри был вынужден сообщить тюремной администрации. Кэри также сыграл важную роль командира танкового взвода в военной экшн-драме «Танки идут» (1951), действие которой происходит во время Второй мировой войны.
В гангстерской драме «Эта женщина опасна» (1952) с Джоан Кроуфорд в роли предводительницы банды налётчиков Кэри сыграл брата влюблённого в ней главаря другой банды грабителей (Дэвид Брайан). В том же году Кэри предстал в образе капитана северян в вестерне времён Гражданской войны «Стрелок из Спрингфилда» (1952) с Гэри Купером в главной роли.

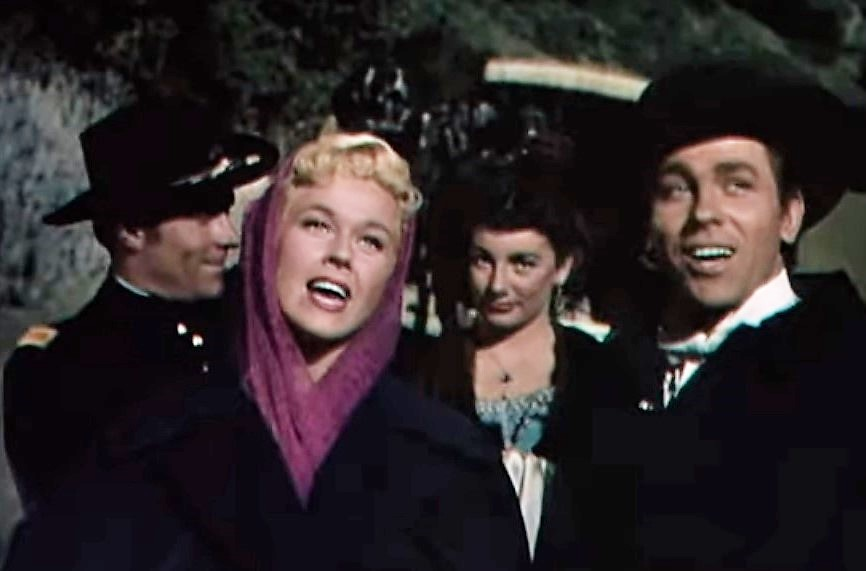
Слева направо: Филип Кэри, Дорис Дэй, Эллин Маклири и Говард Кил в трейлере фильма «Джейн-катастрофа» (1953)

Год спустя в музыкальном комедийном вестерне с Дорис Дэй «Джейн-катастрофа» (1953) Кэри сыграл важную роль армейского лейтенанта, которого влюблённая в него главная героиня спасает из индейского плена. В том же году Кэри сыграл роли второго плана в вестернах «Оружие ярости» (1953) с Роком Хадсоном и «Человек с оружием» (1953) с Рэндольфом Скоттом, а также сыграл главную роль разведчика армейской кавалерии, который ловит опасных преступников и пытается установить мир с индейцами, в вестерне «Человек из Небраски» (1953).
В 1953 году Кэри ушёл со студии Warner Bros. и подписал контракт с Columbia Pictures, где в титрах обычно указывался как «Фил Кэри». В 1954 году у Кэри была значимая роль добропорядочного офицера полиции, который выслеживает банковского грабителя, в фильме нуар «Лёгкая добыча» (1954) с Фредом Макмюрреем и Ким Новак в главных ролях. Кинооборзеватель «Нью-Йорк таймс» Говард Томпсон отметил «убедительную передачу чувств» Кэри и другими актёрами в ролях других полицейских на фоне «влюблённой безрассудности» Макмюррея. В том же году Кэри сыграл главную роль пьющего, самоуверенного лейтенанта американской армии, который должен провести караван с оружием через враждебную индейскую территорию, в вестерне «Резня в каньоне» (1954), а также роли второго плана в вестернах «Разбойничий жеребец» (1954) и «Они ехали на запад» (1954).
Кэри сыграл важную роль второго плана в военно-морской комедии «Мистер Робертс» (1955), главные роли в которой исполнили такие звёзды, как Генри Фонда, Джеймс Кэгни и Джек Леммон. Фильм был номинирован на «Оскар» как лучший фильм. Также Кэри сыграл заметные роли в биографической комедийной мелодраме Джона Форда «Длинная серая линия» (1955) с Тайроном Пауэром в главной роли, а также в вестерне «Досчитай до трёх и молись» (1955) с Ваном Хефлиным и Джоан Вудворд и послевоенной мелодраме «Три полосы на солнце» (1955), действие которой происходит среди американских солдат в Японии. В вестерне «Ренегаты Вайоминга» (1955) Кэри сыграл главную роль бывшего члена банды Бутча Кэссиди, который после выхода из заключения решает стать честным человеком и помогает схватить своих бывших сообщников.
В британской криминальной драме «Злыми они приходят» (1956) Кэри сыграл главную мужскую роль сотрудника рекламного агентства, который влюбляется в беспринципную и красивую охотницу на богатством (Арлин Дал), а в фильме нуар «Тень в окне» (1957) у Кэри была роль детектива полиции, который отчаянно пытается найти похищенных жену и сына. Далее последовал фильм нуар «Кричащая женщина» (1958), в котором Кэри исполнил роль газетного обозревателя, который решает разобраться в истории таинственной танцовщицы (Анита Экберг) и её импресарио. Критик «Нью-Йорк таймс» Ричард Нейсон, положительно оценивший картину, высоко оценил игру исполнителей главных ролей, включая Кэри.
На рубеже 1950—1960-х годов Кэри снялся в главных ролях в нескольких малозначимых фильмах, среди них вестерн «Возвращение в Варбоу» (1957), детектив «Багажник» (1961), приключенческая мелодрама «Чёрное золото» (1962) и британский научно-фантастический фильм «Путешественники во времени» (1962). Наиболее заметной картиной этого периода стала криминальная мелодрама «Двойник» (1964) с Бетт Дейвис в двойной роли сестёр-близнецов, где Кэри сыграл второстепенную роль сержанта полиции.
Во второй половине 1960-х годов наиболее Кэри снимался преимущественно в вестернах, среди них «Укротитель города» (1965) с Дэной Эндрюсом, «Великая резня сиу» (1965) с Джозефом Коттеном, где он сыграл полковника Кастера, и «Три стрелка для Техаса» (1968) с Нэвиллом Брэндом. После триллера «Когда тебя целует незнакомец» (1969) и драмы «Семь минут» (1971) Кэри сыграл в своей наиболее заметной картине этого периода, современном сельском триллере «Опьянённый борьбой» (1976) с Питером Фондой в главной роли, где Кэри предстал в образе владельца угольной шахты, который покушается на участок местного фермера. Последней работой Кэри на большом экране стал фильм ужасов «Монстр» (1980).

## Карьера на телевидении
Начиная с 1955 года, Кэри стал всё больше работать на телевидении. В 1956—1957 годах он играл одну из главных ролей канадского лейтенанта Майкла Роудса в 26 эпизодах приключенческого сериала «Рассказы о бенгальских уланах» (1956—1957), действие которого происходит в Индии в конце XIX века.
В 1959—1960 годах Кэри играл заглавную роль крутого, невозмутимого частного детектива в сериале «Филип Марлоу» (1959—1960, 26 эпизодов) по произведениям Рэймонда Чандлера. Как отмечает историк кино Хэл Эриксона, «хотя к игре Кэри не было никаких претензий, сериал продержался только один сезон».
В 1965—1967 годах Кэри играл одну из главных ролей «вечно взволнованного», «сурового» капитана техасских рейнджеров Эдварда Пармали в лёгком вестерн-сериале «Ларедо» (1966—1968, 56 эпизодов).
В 1967—1975 годах Кэри был ведущим документального сериала о дикой природе «Необузданный мир»
В 1980 году Кэри стал играть роль «вечно коварного» миллиардера, «манипулирующего деньгами финансиста», техасского нефтяника и патриарха семейства Эйсы Бьюкенена в дневной мыльной опере телеканала ABC «Одна жизнь, чтобы жить» (1980—2007, 54 эпизода). Как отмечает Брамбург, благодаря этой роли «популярность Кэри в качестве человека, которого вы любили ненавидеть, взлетела». Как пишет историк телесериалов Дэн Кролл, «для миллионов поклонников дневного телевидения Кэри навсегда останется Эйсом Бьюкененом. Кэри вошёл в актёрский состав сериала в 1979 году, оставаясь контрактным актёром сериала вплоть до 2007 года, когда руководство шоу решило не продлевать с ним контракт. Кэри отказался он статуса периодических появлений в отдельных эпизодах, после чего в шоу появилась история о смерти Эйсы в августе 2007 года. Однако позднее Кэри всё-таки сыграл ещё в нескольких сериях в качестве гостевой звезды», и последний раз его можно было увидеть в программе от 29 декабря 2008 года.
Помимо постоянных ролей в 1960—1970-е годы Кэри часто приглашали в качестве гостевой звезды как в вестерн-сериалы, такие как «Стрелок» (1961), «Бронко» (1962), «Шайенн» (1962), «Виргинец» (1963—1965, 2 эпизода), «Даниел Бун» (1967) и «Дымок из ствола» (1971), так и в криминальные сериалы, такие как «Сансет-Стрип, 77» (1962—1963, 4 эпизода), «Отряд по борьбе с преступностью» (1967), «Айронсайд» (1968—1969, 2 эпизода), «Баначек» (1974), «Женщина-полицейский» (1974) и «Макклауд» (1975).
Одной из самых памятных гостевых ролей Кэри была неожиданная роль в комедии «Все в семье» (1971), где он сыграл жизнерадостного, крепкого рабочего приятеля главного героя, мужественный мачо-облик которого скрывал в нём гомосексуалиста. По словам Брамбурга, «его веселая стычка с ошарашенным главным героем в баре остается классикой».

## Актёрское амплуа и оценка творчества
Филип Кэри был «высоким (193 см), крепким блондином с мускулистой фигурой и красивым лицом» . По словам Брамбурга, «он начал кинокарьеру в 1951 году как стандартный актёр вестернов, военных и криминальных картин». Как отмечает Эриксон, Кэри «довольно лихо смотрелся в военной форме XIX века, и потому часто играл офицеров американской кавалерии». В биографии актёра на сайте Turner Classic Movies также отмечено, что «его внешняя красота и крепкая челюсть принесли ему много ролей в вестернах и военных фильмах с начала карьеры в 1950-е годы». При этом, как отмечает Брамбург, «Кэри был хорош на экране не только в военной форме, он также сильно показывал себя в фильмах нуар. В целом он был очень хорош как исполнитель вторых главных ролей, однако как правило уступал первое место в своих картинах либо женщинам-звёздам, либо мужчинам».
Полноценного звёздного положения Кэри достиг лишь, когда ему было уже глубоко за 50, когда в 1979 году он начал играть злобного техасского магната Эйсу Бьюканена в популярной дневной мыльной опере «Одна жизнь, чтобы жить». Как отмечено в некрологе «Нью-Йорк таймс», «более всего Кэри известен как магнат Эйса Бьюкенен в мыльной опере „Одна жизнь, чтобы жить“».

## Личная жизнь
Филип Кэри был женат дважды. С первой женой Морин Энн Пеплер он вступил в брак в 1949 году и развёлся в 1972 году, у них родилось трое детей — Лиза, Линда и Джефф. Во второй раз Кэри женился в 1976 году на значительно более молодой Коллин Мэри Велч. В этом браке родилось двое детей Шеннон (1980) и Шон (1983). Этот брак продлился вплоть до смерти Кэри в 2006 году.

## Смерть
В январе 2006 года у Кэри диагностировали рак лёгких, после чего он прошёл сеанс химиотерапии. Филип Кэри умер 7 февраля 2009 года в Нью-Йорке в возрасте 83 лет от рака лёгких.

## Фильмография
| Год         |     | Русское название                | Оригинальное название             | Роль                                                       |
| ----------- | --- | ------------------------------- | --------------------------------- | ---------------------------------------------------------- |
| 1950        | ф   | Три мужа                        | Three Husbands                    | офицер Маккарти (в титрах не указан)                       |
| 1951        | ф   | Операция «Пасифик»              | Operation Pacific                 | лейтенант Боб Перри                                        |
| 1951        | ф   | Я был коммунистом для ФБР       | I Was a Communist for the FBI     | Мейсон                                                     |
| 1951        | ф   | За стенами тюрьмы Фолсом        | Inside the Walls of Folsom Prison | Рэд Парду                                                  |
| 1951        | ф   | Танки идут                      | The Tanks Are Coming              | лейтенант Роусон                                           |
| 1951        | ф   | Завтра будет новый день         | Tomorrow Is Another Day           | диктор на радио (голос, в титрах не указан)                |
| 1951        | ф   | Сила оружия                     | Force of Arms                     | сержант военной полиции Фред Миллер (в титрах не указан)   |
| 1952        | ф   | Эта женщина опасна              | This Woman Is Dangerous           | Уилл Джексон                                               |
| 1952        | ф   | Город скотоводов                | Cattle Town                       | Бен Каррен                                                 |
| 1952        | ф   | Стрелок из Спрингфилда          | Springfield Rifle                 | капитан Эдвард Тенник                                      |
| 1952        | ф   | Секретная операция              | Operation Secret                  | капитан Джонсон / диктор радио (голос, в титрах не указан) |
| 1953        | ф   | Человек под прикрытием          | The Man Behind the Gun            | капитан Рой Джайлс                                         |
| 1953        | ф   | Оружие ярости                   | Gun Fury                          | Фрэнк Слейтон                                              |
| 1953        | ф   | Джейн-катастрофа                | Calamity Jane                     | лейтенант Денни Гилмартин                                  |
| 1953        | ф   | Человек из Небраски             | The Nebraskan                     | Уэйд Харпер                                                |
| 1953        | ф   | Система                         | The System                        | диктор на радио (голос, в титрах не указан)                |
| 1953        | с   | Театр звёзд «Шлитц»             | Schlitz Playhouse of Stars        | Рейд Уилсон (1 эпизод)                                     |
| 1953 —1957  | с   | Телевизионный театр «Форда»     | The Ford Television Theatre       | разные роли (10 эпизодов)                                  |
| 1954        | ф   | Они ехали на запад              | They Rode West                    | капитан Питер Блейк                                        |
| 1954        | ф   | Резня в каньоне                 | Massacre Canyon                   | лейтенант Ричард Фарадей                                   |
| 1954        | ф   | Разбойничий жеребец             | Outlaw Stallion                   | «Док» Вудроу                                               |
| 1954        | ф   | Лёгкая добыча                   | Pushover                          | Рик Макаллистер                                            |
| 1955        | ф   | Длинная серая линия             | The Long Gray Line                | Чарльз «Чак» Дотсон                                        |
| 1955        | ф   | Ренегаты из Вайоминга           | Wyoming Renegades                 | Брейди Саттон                                              |
| 1955        | ф   | Мистер Робертс                  | Mister Roberts                    | Мэннион                                                    |
| 1955        | ф   | Досчитай до трёх и молись       | Count Three and Pray              | Альберт Лумис                                              |
| 1955        | ф   | Три полоски на солнце           | Three Stripes in the Sun          | полковник Уильям Шеферд                                    |
| 1955— 1956  | с   | Театр знаменитостей             | Celebrity Playhouse               | разные роли (2 эпизода)                                    |
| 1956        | ф   | Они приходят злыми              | Wicked as They Come               | Тим О'Бэннион                                              |
| 1956        | ф   | Порт Африка                     | Port Afrique                      | Рип Рирдон                                                 |
| 1956— 1957  | с   | Рассказы о бенгальских уланах   | Tales of the 77th Bengal Lancers  | лейтенант Майкл Роудс (26 эпизодов)                        |
| 1957        | ф   | Тень в окне                     | The Shadow on the Window          | детектив, сержант Тони Атлас                               |
| 1957 — 1959 | с   | Видеотеатр «Люкс»               | Lux Video Theatre                 | разные роли (2 эпизода)                                    |
| 1958        | ф   | Возвращение в Уэрбоу            | Return to Warbow                  | Клей Холлистер                                             |
| 1958        | ф   | Кричащая женщина                | Screaming Mimi                    | Билл Свини                                                 |
| 1958        | ф   | Тонка                           | Tonka                             | капитан Майлс Каф                                          |
| 1959— 1960  | с   | Филип Марлоу                    | Philip Marlowe                    | Филип Марлоу (26 эпизодов)                                 |
| 1960        | с   | Майкл Шейн                      | Michael Shayne                    | Брэд Харпер (1 эпизод)                                     |
| 1961        | ф   | Багажник                        | The Trunk                         | Стивен Дорнинг                                             |
| 1961        | с   | Театр Зейна Грея                | Zane Grey Theater                 | Джон Бэйлор (1 эпизод)                                     |
| 1961        | с   | Истории Уэллс-Фарго             | Tales of Wells Fargo              | Джей Сквайр (1 эпизод)                                     |
| 1961        | с   | Стрелок                         | The Rifleman                      | доктор Саймон Бэттл (1 эпизод)                             |
| 1961        | с   | Триллер                         | Thriller                          | Дэррил Хадсон (1 эпизод)                                   |
| 1961        | с   | Асфальтовые джунгли             | The Asphalt Jungle                | Теннеси (1 эпизод)                                         |
| 1961        | с   | Дилижанс на запад               | Stagecoach West                   | майор Ральф Барнс (1 эпизод)                               |
| 1961        | с   | Ревущие двадцатые               | The Roaring 20's                  | Тим Маккул (1 эпизод)                                      |
| 1962        | ф   | Чёрное золото                   | Black Gold                        | Фрэнк Маккэндлесс                                          |
| 1962        | кор | Красный кошмар                  | Red Nightmare                     | майор Барнетт (в титрах не указан)                         |
| 1962        | с   | Шайенн                          | Cheyenne                          | разные роли (2 эпизода)                                    |
| 1962        | с   | Бронко                          | Bronco                            | Джош Глендон (1 эпизод)                                    |
| 1962        | с   | Представитель закона            | Lawman                            | Бэррон Шоу (1 эпизод)                                      |
| 1962        | с   | Интуиция                        | Insight                           | (1 эпизод)                                                 |
| 1962—1963   | с   | Сансет-Стрип, 77                | 77 Sunset Strip                   | разные роли (4 эпизода)                                    |
| 1963        | тф  | ФБР, код 98                     | FBI Code 98                       | инспектор Лерой Гиффорд                                    |
| 1963        | с   | Медсестры                       | The Nurses                        | Эрни Басс (1 эпизод)                                       |
| 1963        | с   | Шоу Люси                        | The Lucy Show                     | Говард Макклей (1 эпизод)                                  |
| 1963        | с   | Истории «Дженерал Электрик»     | G.E. True                         | Пит Фоули (1 эпизод)                                       |
| 1963        | с   | Галантные мужчины               | The Gallant Men                   | сержант Мэтт Барраган (1 эпизод)                           |
| 1963 —1965  | с   | Виргинец                        | The Virginian                     | разные роли (3 эпизода)                                    |
| 1964        | ф   | Двойник                         | Dead Ringer                       | сержант Хоуг                                               |
| 1964        | ф   | Путешественники во времени      | The Time Travelers                | Стив Коннорс                                               |
| 1964        | с   | Театр саспенса «Крафт»          | Kraft Suspense Theatre            | Эдвард Мартин (1 эпизод)                                   |
| 1965        | ф   | Городской укротитель            | Town Tamer                        | Джим Эйкинс                                                |
| 1965        | ф   | Великая резня сиу               | The Great Sioux Massacre          | полковник Кастер                                           |
| 1965—1967   | с   | Ларедо                          | Laredo                            | капитан Эдвард Пармали (56 эпизодов)                       |
| 1967        | с   | Отряд по борьбе с преступностью | The Felony Squad                  | Тиллери Гейдж (1 эпизод)                                   |
| 1967        | с   | Дэниэл Бун                      | Daniel Boone                      | Гордон Лэнг (1 эпизод)                                     |
| 1968        | ф   | Три стрелка для Техаса          | Three Guns for Texas              | капитан Эдвард А. Пармали                                  |
| 1968        | с   | Симмарон Стрип                  | Cimarron Strip                    | Каллман (1 эпизод)                                         |
| 1968—1969   | с   | Айронсайд                       | Ironside                          | Вик Ричардс (2 эпизода)                                    |
| 1969        | ф   | Когда тебя целует незнакомец    | Once You Kiss a Stranger          | Майк                                                       |
| 1969        | с   | Яркое обещание                  | Bright Promise                    | Боб Коркоран (1 эпизод)                                    |
| 1971        | ф   | Семь минут                      | The Seven Minutes                 | Элмо Данкан                                                |
| 1971        | с   | Все в семье                     | All in the Family                 | Стив (1 эпизод)                                            |
| 1971        | с   | Дымок из ствола                 | Gunsmoke                          | Бэннион (1 эпизод)                                         |
| 1972        | с   | Макмиллан и жена                | McMillan & Wife                   | Артур Кендалл (1 эпизод)                                   |
| 1973        | ф   | Тень страха                     | Shadow of Fear                    | сержант Лу Арнбург                                         |
| 1973        | с   | Комната 222                     | Room 222                          | Бенджамин Эванс (1 эпизод)                                 |
| 1973— 1974  | с   | Большой мир детектива           | The Wide World of Mystery         | разные роли (3 эпизода)                                    |
| 1974        | тф  | Волчий вой                      | Scream of the Wolf                | шериф Вернон Белл                                          |
| 1974        | с   | Баначек                         | Banacek                           | Арт Галлахер (1 эпизод)                                    |
| 1974        | с   | Женщина-полицейский             | Police Woman                      | Уолтер Грейнджер (1 эпизод)                                |
| 1974        | с   | Колчак: Ночной охотник          | Kolchak: The Night Stalker        | сержант Мейер (1 эпизод)                                   |
| 1974        | с   | Семья Фишеров                   | The Fisher Family                 | инспектор Маттесон (1 эпизод)                              |
| 1975        | с   | Макклауд                        | McCloud                           | Говард Барнетт (1 эпизод)                                  |
| 1975        | с   | Полицейская история             | Police Story                      | капитан Бен Джонсон (1 эпизод)                             |
| 1976        | ф   | Опьяненный борьбой              | Fighting Mad                      | Пирс Крэбтри                                               |
| 1976        | с   | Печальный рыцарь                | The Blue Knight                   | Джек Донегар (1 эпизод)                                    |
| 1976        | с   | Бионическая женщина             | The Bionic Woman                  | майор Эндрюс (1 эпизод)                                    |
| 1976        | с   | Пилоты Спенсера                 | Spencer's Pilots                  | пожарный инспектор (1 эпизод)                              |
| 1977        | с   | Шоу Бетти Уайт                  | The Betty White Show              | Ларри (1 эпизод)                                           |
| 1979        | с   | Маленький домик в прериях       | Little House on the Prairie       | коммандер Кайзер (1 эпизод)                                |
| 1980        | ф   | Монстр                          | Monster                           | Барнс                                                      |
| 1980— 2008  | с   | Одна жизнь, чтобы жить          | One Life to Live                  | Эйза Бьюкенен (54 эпизода)                                 |